# Bohumír Dufek
Bohumír Dufek (* 6. února 1955 Havlíčkův Brod) je český odborový předák.

## Vzdělání
- Vyučen obor automechanik – SONP Kladno.
- Střední zemědělská škola Lovosice – obor mechanizace zemědělství a lesnictví.

## Zaměstnání
- Automechanik v SONP Kladno (1970–1978).
- Opravář zemědělských strojů, Státní statek Postoloprty (1978–1984).
- Mechanizátor živočišné výroby, Státní statek Postoloprty (1984–1990).
- Tajemník Odborového svazu pracovníků zemědělství a výživy Čech a Moravy (1990–1993).
- Předseda Odborového svazu pracovníků zemědělství a výživy Čech a Moravy (1993–1997).
- Předseda Odborového svazu pracovníků zemědělství a výživy – Asociace svobodných odborů ČR (1997–dosud).
- Předseda Asociace samostatných odborů ČR (1995–dosud).
- Viceprezident Evropské federace odborových svazů pracovníků v zemědělství, potravinářství a turismu, Brusel (1999–dosud).

## Soukromý život
Je rozvedený a má dvě děti – syna Bohumíra a dceru Kamilu; ve volném čase se věnuje četbě cestopisů a životopisů a tvorbě Maxe Švabinského.
V letech 1986–1989 byl členem KSČ. V současnosti není členem žádné politické strany, ani členem představenstva nebo dozorčí rady žádné společnosti.

## Názory a kontroverze
Na podzim roku 2020, během tzv. druhé vlny pandemie covidu-19 v Česku, prohlásil, že „jen polovina restaurací za něco stojí, zbytek ať zkrachuje“. Za výrok se odmítl omluvit a dodal, že považuje za žádoucí, aby se lidé z oblasti služeb nebo OSVČ rekvalifikovali a uplatnili třeba jako svářeči. Následně v prosinci téhož roku, prohlásil: „Že skončí tisíce živnostníků? Ať místo naříkání nastoupí jako dělníci.“
Během prezidentských voleb roku 2023 zkritizoval skutečnost, že předseda České strany sociálně demokratické Michal Šmarda před druhým kolem podpořil kandidáta Petra Pavla. „Podporou pravicového kandidáta na funkci prezidenta ČR tak de facto uzavřel své trapné působení ve vedení české sociální demokracie.“
V roce 2023 vystoupil jako jeden z řečníků na demonstraci Jindřicha Rajchla, kde se mimo jiné xenofobně vyjadřoval o Němcích.